# Vajtang Balavadze
Vajtang Balavadze (Distrito de Samtredia, República Socialista Soviética de Georgia, Unión Soviética; 20 de noviembre de 1927-Tiflis, Georgia; 25 de julio de 2018) fue un luchador y medallista olímpico georgiano. Fue medallista de bronce en Melbourne 1956.

## Carrera deportiva
Compitió en los Juegos Olímpicos de 1956 celebrados en Melbourne ganó la medalla de bronce en lucha libre olímpica estilo peso wélter, tras el japonés Mitsuo Ikeda (oro) y el turco Ibrahim Zengin (plata). Compitió también en los Juegos Olímpicos de Roma en 1960. Ganó el título mundial en 1954 y 1957 siendo finalista en 1959. A nivel nacional. Balavadze ganó el título soviético en 1952-55 y en 1957, siendo segundo en 1956 y 1959. Se retiró de la competición posterior a su participación en los Juegos Olímpicos, siendo entrenador de lucha y réferi.

## Muerte
Balavadze murió el 25 de julio de 2018 a los 90 años. 